# Матчи сборной России по регби 2001
В 2001 году сборная России по регби провела 5 тест-матчей, 3 из которых завершились победой, а 2 — поражениями. Все матчи проходили в рамках Кубка европейских наций сезона 2000/2001 — дебютного для сборной России Кубка в его высшем дивизионе.

## Список матчей
Кубок европейских наций 2000/2001. 1-й тур
| 4 февраля 2001 | \| Испания \| 29:30[1] \| Россия \| | Мадрид |
| Испания        | 29:30                               | Россия |

Кубок европейских наций 2000/2001. 2-й тур
| 18 февраля 2001 | \| Нидерланды \| 20:41[1] \| Россия \| | Амстердам |
| Нидерланды      | 20:41                                  | Россия    |

Кубок европейских наций 2000/2001. 3-й тур
| 4 марта 2001 | \| Россия \| 23:25[1] \| Грузия \| | Краснодар |
| Россия       | 23:25                              | Грузия    |

Кубок европейских наций 2000/2001. 4-й тур
| 18 марта 2001 | \| Румыния \| 42:13[1] \| Россия \| | Бухарест |
| Румыния       | 42:13                               | Россия   |

Кубок европейских наций 2000/2001. 5-й тур
| 8 апреля 2001 | \| Россия \| 45:27[1] \| Португалия \| | Краснодар  |
| Россия        | 45:27                                  | Португалия |

## Итоги
Дебютное выступление сборной России в высшем дивизионе Кубка европейских наций, который проходил в один круг, завершилось 3-м местом и бронзовыми медалями.